# No BS
| Recensione | Giudizio |
| ---------- | -------- |
| AllMusic   | [ 1 ]    |

No BS è il primo album discografico del gruppo musicale rock statunitense Brownsville Station, pubblicato dall'etichetta discografica Palladium Records (e dalla Warner Bros. Records) nel settembre del 1970.

## Tracce
Lato A
1. Be-Bop Confidential – 2:26 (Sheriff Tex Davis, Gene Vincent, Ron Hargrave)
2. Guitar Train – 2:05 (Michael Lutz)
3. Rockin' Robin – 2:46 (Robert Byrd)
4. Blue Eyed Girl – 2:29 (Michael Lutz)
5. City Life – 3:01 (Michael Lutz, Tony Driggins)
6. Do the Bosco – 2:30 (Michael Lutz, Cubby Koda)

Lato B
1. Roadrunner – 2:30 (Ellas McDaniels)
2. Hello, Mary Lou – 3:05 (Gene Pitney)
3. Cadillac Express – 2:28 (Cubby Koda)
4. My Boy-Flat Top – 2:05 (Boyd Bennett, John F. Young)
5. Link Wray – 3:07 (Link Wray)

## Formazione
- Michael Lutz - voce solista, chitarra, clarinetto
- Cubby Koda - chitarra solista, armonica, voce
- Tony Driggins - basso
- T.J. Cronley - batteria

Musicisti aggiunti
- Pat McCaffrey - tastiere
- Al Nalli, Sr. - accordion
- Big Jim Bruzzese - percussioni
- The Applesaucettes (gruppo vocale femminile) - accompagnamento vocale-cori

Note aggiuntive
- Punch (Edward Punch Andrews) - produttore (per la Hideout Productions)
- Registrazioni effettuate al GM Studios di East Detroit, Detroit, Michigan (Stati Uniti)
- Jim Bruzzese - ingegnere delle registrazioni
- Carol Ann Bokuniewicz - copertina album
- Carol Ann & Punch - design album[4]